# 桃太郎電鉄 メダルゲームも定番!
『桃太郎電鉄 〜メダルゲームも定番!〜』（ももたろうでんてつ メダルゲームもていばん）は、コナミアミューズメントより発売のメダルゲーム。2023年3月22日稼働開始。
同社クループ企業のコナミデジタルエンタテインメント制作の『桃太郎電鉄 〜昭和 平成 令和も定番!〜』をベースとし、メダルゲーム用に様々なアレンジを加えられている。
コナミのネットワークサービスe-AMUSEMENTに対応しており、ジャックポットなどの獲得枚数ランキングが集計されている他、オンラインでのバージョンアップが行われている。

## 基本ルール
このゲームでは〇億円と原作に沿った形で表記されるが、1億円＝メダル１枚で換金される。
メダルを投入し、プッシャーフィールド上にあるサイコロボールを落とすと画面下にある物理サイコロを1回振ることができる。これを繰り返し、予め指定されている目的地に到達することが本ゲームの基本的な流れとなる。
サイコロは一度に5個までストックできる。ストックがいっぱいの時にサイコロボールが落とすとサイコロのレベルが上がり、配当駅や物件駅で獲得できるステップの枚数が上がったりなどの恩恵を受けれる。
目的地に到着するとボーナスを獲得するボーナスゲームに挑戦することができ、結果によってボンビーボールや大当たりを獲得することが可能。
また、マップには収入マス、貯金マス、カードマスが存在し、止まったマスに応じたイベントが発生する。

## マスの種類
配当駅（青マス）
止まると10枚×サイコロレベルで払い出し。
配当スロット駅（青マスにSマーク）
止まるとスロットで出た金額で払い出し。
サイコロスロット駅（青マスにサイコロボール）
止まるとスロットで出たボールの数で払い出し。
貯金駅（赤マスに貯マーク）
止まると目的地大当たり枚数が上がる。
カード駅（黄色マス）
止まるとカードが入手できる。
物件駅（駅舎マーク）
止まるとルーレットで選ばれた物件ステップを獲得できる。
ボンビー変身駅（紫マスに貧マーク）
貧乏神を連れて行っているときのみ出現する。止まると貧乏神が変身する。
他にもフェリー駅と空港駅があるが、このゲームの仕様上何も起こらない為、説明は省略する。

## 目的地到着ボーナス抽選
目的地に到着すると目的地到着メダル獲得となる。更に目的地到着メダルを大きく上げるチャンスとしてボーナス抽選が行われる。
サイコロを1個振り、出た目でレベルアップするか、終了になるかの抽選が行われる。割り当てられる数字は毎回ランダムだが、出目の数はレベルアップが4面、終了が2面で固定されている。
レベルアップ得点は以下の通り。Lv.3以上に到達した場合は列車からメダルが払い出しされる。
- Lv.1:目的地ボーナスのみ
- Lv.2:目的地ボーナス+30枚
- Lv.3:目的地ボーナス+60枚
- Lv.4:目的地ボーナス+60枚とボンビーボール払い出し[3]
- Lv.5:目的地ボーナス+100枚とボンビーボール払い出し[4]
- Lv.MAX(6):目的地ボーナス+100枚+目的地大当たり枚数とボンビーボール払い出し[5]

最初の抽選で終了の出目が出た場合女神が下りてくることがあり、その場合はもう一度抽選が行われる。（2回目以降は出現しない）
抽選終了後は新しい目的地が抽選される。目的地の距離に応じて枚数が増えていく。かなり近い場合でも最低は100枚。

## 決算ボーナス
物件駅に止まり、物件ステップを8個集めると決算が始まる。8個集めた物件の金額に応じて配当を獲得となるが、6種類の物件ジャンルの中で1種類だけ配当を3倍（好景気カードがあれば4倍、バブルカードがあれば5倍）にする事が出来るチャンスがある。サイコロ1個振って出た目に設定されたジャンルが上がる。ジャンルごとに割り当てられる出目はランダム。

## ボンビーボール
目的地ボーナス抽選からボンビーボールを出現したり、カード駅から「貧乏神カード」を獲得するとフィールドに大きなボンビーボールが払い出しされる。
払い出しが終わるとゲーム内に貧乏神が登場し、一部の駅がボンビー変身駅に変化する。止まるか、「キングに!カード」を入手すると貧乏神が変身し、後に説明するボンビーゲームの内容も変化する。なお、キングボンビーに変身するとボンビー変身駅が無くなる。
ボンビーボール出現状態で配当駅や配当スロット駅でメダルを獲得したり、カード駅から「〇億円カード」を入手して配当を獲得すると貧乏神などからメダルが少し没収される。没収された枚数は現在の貧乏神の姿（貧乏神は貧乏神ボーナス増加、キングボンビー、ポコンはキングボンビー超大当たり枚数増加、ミニボンビーはミニボンビーボーナス増加、ビッグボンビーは貧乏神、キングボンビー、ミニボンビーの中からいずれかが上がる）に応じてボーナス枚数が上がる。

## ボンビーゲーム
ボンビーボールを落とすと現在の貧乏神の姿に応じてボンビーゲームが行われる。

### ボンビー射的ゲーム（貧乏神）
貧乏神のままで落とした場合はこのゲームが発生。サイコロを10個（最初の2回は一気に3個振る）を振り、1～6すべての出目を出すと貧乏神ボーナスを獲得。出なかった場合は出た数に応じてメダル（1種類だけなら30枚→2種類で50枚→75枚→100枚→200枚）獲得。

### プレゼントゲーム（ミニボンビー）
ミニボンビーで落とした場合はこのゲームが発生。発生した地点でミニボンビー配当は必ずもらえる。最初は60秒間の間サイコロボールを落としてボーナス配当大きく上げる（サイコロボタンを長押ししてスキップすることも可能）。次にサイコロ1個を振り、ミニボンビー配当+ボーナス配当を2倍に上げるかの抽選が行われ、その時の配当を獲得。

### 追いかけっこゲーム（キングボンビー）
キングボンビーで落とした場合はこのゲームが発生。プレイヤーは「岡山駅」、キングボンビーは「函館駅」からスタートし、「札幌駅」に設置されたゴールの目印となるキングボンビーの金庫をキングボンビーより先に到着するゲーム。プレイヤーはサイコロを一気に5個振って出た目の合計で進める（キングボンビーは1個）。先に「札幌駅」に到着すればキングボンビー超大当たり枚数+飛距離ボーナスを獲得。キングボンビーが先に到着してしまったり、10ターン経過しても到着できなかった場合は終了（飛距離ボーナス獲得とキングボンビー超大当たり枚数が上がる）。

### ポコン爆弾ゲーム（キングボンビーJr. ポコン）
ポコンで落とした場合はこのゲームが発生。サイコロを2個ずつ振り、2個のサイコロの出目を掛け算した枚数を獲得。ゾロ目でなければ継続。ゾロ目を出して爆弾が爆発してしまうと終了（運が良ければ爆発しないこともある）。更にラウンドクリアボーナスとして、3連続すれば30枚、7連続で+70枚、10連続で+100枚、15連続で+150枚のメダルを獲得。20連続すれば大当たりとなり、更に1000枚獲得（合計1350枚+出目の配当）。

### ビッグボンビーダブルアップゲーム（ビッグボンビー）
ビッグボンビーで落とした場合はこのゲームが発生。サイコロを1個振り、25枚から配当を段々と倍にしていく。最初はすべての出目が2倍となっているが、一度出た出目は0.5倍に変化し、出てしまうと枚数が半分になってしまう（その場合、出た出目は2倍に戻る）。チャンスは7回だが、4回目以降の抽選を終えると続けるかやめるかの選択ができるので、いいえを選択するとその地点でのメダル獲得できる。最大枚数は1600枚。到達した場合はその地点で終了となり、列車から大量のメダルが払い出しされる。